# Hinoprotein glukoza dehidrogenaza
Hinoprotein glukoza dehidrogenaza (EC 1.1.5.2, membranska glukozna dehidrogenaza, mGDH, glukozna dehidrogenaza (PQQ-zavisna), glukozna dehidrogenaza (pirolohinolin-hinon), hinoproteinska D-glukozna dehidrogenaza) je enzim sa sistematskim imenom D-glukoza:ubihinon oksidoreduktaza. Ovaj enzim katalizuje sledeću hemijsku reakciju
-glukoza + ubihinon {\displaystyle \rightleftharpoons } D-glukono-1,5-lakton + ubihinol
Ovaj integralni membranski protein sadrži PQQ kao prostetičku grupu. On takođe sadrži vezan ubihinon i Mg2+ ili Ca2+. Elektronski akceptor je membranski ubihinon.

## Literatura
- Nicholas C. Price; Lewis Stevens (1999). Fundamentals of Enzymology: The Cell and Molecular Biology of Catalytic Proteins (Third изд.). USA: Oxford University Press. ISBN 019850229X.
- Eric J. Toone (2006). Advances in Enzymology and Related Areas of Molecular Biology, Protein Evolution (Volume 75 изд.). Wiley-Interscience. ISBN 0471205036.
- Branden C; Tooze J. Introduction to Protein Structure. New York, NY: Garland Publishing. ISBN 0-8153-2305-0.
- Irwin H. Segel. Enzyme Kinetics: Behavior and Analysis of Rapid Equilibrium and Steady-State Enzyme Systems (Book 44 изд.). Wiley Classics Library. ISBN 0471303097.

## Spoljašnje veze
- Quinoprotein+glucose+dehydrogenase на 